# Elite Residence
De Elite Residence is een wolkenkrabber van 380 meter hoog in Dubai (Verenigde Arabische Emiraten). Het gebouw telt 91 lagen, waarvan een begane grond en 86 verdiepingen boven de grond.
In totaal bevat het gebouw 695 woningen. Deze woningen lopen uiteen van een tweekamer appartement, tot een penthouse.  
De Elite Residence is in postmodernistische stijl ontworpen, een mix van Victoriaanse architectuur met een moderne lay-out. De bouw is afgerond in 2012. De toren is de op twee na hoogste woontoren ter wereld. 